# Marian Migdal
Marian Migdal (* 11. November 1948 in Legnica, Polen; † 2. April 2015 in Bochum) war ein deutscher Pianist und Professor an der Hochschule für Musik und Theater Hamburg.

## Leben
Nach der Emigration seiner Familie aus Polen im Jahre 1964 studierte Marian Migdal bis 1966 in Stockholm an der Kungliga Musikhögskolan Edsberg Slott bei Hans Leygraf und Sergiu Celibidache. Ab 1967 setzte er sein Klavierstudium bei Bruno Seidlhofer an der Hochschule für Musik und Tanz Köln fort, das er mit dem Konzertexamen abschloss. In den USA folgten weitere Jahre der künstlerischen Ausbildung bei Ania Dorfman an der Juilliard School of Music in New York, wo er den Loeb Award als höchste Auszeichnung für hervorragendes Klavierspiel erhielt.
1971 gewann Migdal den Internationalen Klavierwettbewerb der Rundfunkanstalten (ARD) in München, zwei Jahre später den Internationalen Schumann-Wettbewerb in New York. Seine Konzertreisen führten ihn seitdem durch die USA, Europa und Asien.
Auf seinen Tourneen trat Migdal in den bedeutendsten Musikmetropolen auf und konzertierte mit dem Royal Philharmonic Orchestra London, dem Radio-Symphonie-Orchester Berlin, dem Sinfonie-Orchester des Schwedischen Rundfunks, der Stockholmer Philharmonie, dem Athener Staatsorchester, dem Rundfunk-Sinfonieorchester Berlin, dem Symphonieorchester des Bayerischen Rundfunks etc. unter der Leitung namhafter Dirigenten wie Yuri Ahronovitch, Moshe Atzmon, James Conlon, Dean Dixon, Charles Dutoit, Rafael Frühbeck de Burgos, Okko Kamu, Kazimierz Kord, James Loughran, Zdeněk Mácal, Jerzy Maksymiuk, Uri Segal, Walter Weller, Carlo Zecci u. a.
Neben vielen Rundfunk- und Fernsehaufnahmen hat Migdal zahlreiche Schallplatten eingespielt, vor allem für die EMI/ELECTROLA und RCA. Sie enthalten Werke von Beethoven, Berwald, Brahms, Chopin, Debussy, Galuppi, Grieg, Haydn, Liszt, Mozart, Schubert, Schumann, Strauss, Tschaikowsky und Wieniawski. Für seine Aufnahme des Klavierkonzerts von Franz Berwald mit dem Royal Philharmonic Orchestra London erhielt er den Schwedischen Schallplattenpreis. Seine 2014 erschienene Kammermusikaufnahme mit Violinsonaten von Beethoven, Debussy und Strauss (zusammen mit seiner Tochter, der Geigerin Liv Migdal) wurde ebenfalls mehrfach international ausgezeichnet.
Von 1985 bis 2014 lehrte Migdal als Professor an der Hochschule für Musik und Theater Hamburg.
Marian Migdal starb am 2. April 2015 im Alter von 66 Jahren in Bochum. 

## Gedenken
Am 2. Februar 2016 fand in der Elbphilharmonie ein Gedenkkonzert für Migdal statt.
Anlässlich seines 70. Geburtstages im November 2018 strahlte der Radiosender Deutschlandfunk Kultur in der Sendung Musikfeuilleton einen etwa halbstündigen Beitrag über den Pianisten aus.